# 美花狸尾豆
美花狸尾豆（学名：Uraria picta），又称羽叶兔尾草，为豆科狸尾豆属下的一个种。

## 扩展阅读
- 維基物種上的相關：美花狸尾豆